# 펑후 공항
펑후 공항(중국어 정체자: 澎湖航空站, 영어: Penghu Airport)은 중화민국 펑후 현 후시 향에 위치하는 공항이다. 국내편만을 운행하고 있다. 군과 민간의 공용 공항이다.

## 운항 노선

### 국내선
| 항공사      | 목적지                                       |
| ----------- | -------------------------------------------- |
| 유니 항공   | 타이베이(쑹산), 타이중, 자이, 타이난, 가오슝 |
| 만다린 항공 | 타이중                                       |

## 같이 보기
- 중화민국 교통부 민용항공국
- 대만의 교통
- 대만의 공항 목록